# 蘇岩礁
座標: 北緯32度07分22.63秒 東経125度10分56.81秒 / 北緯32.1229528度 東経125.1824472度

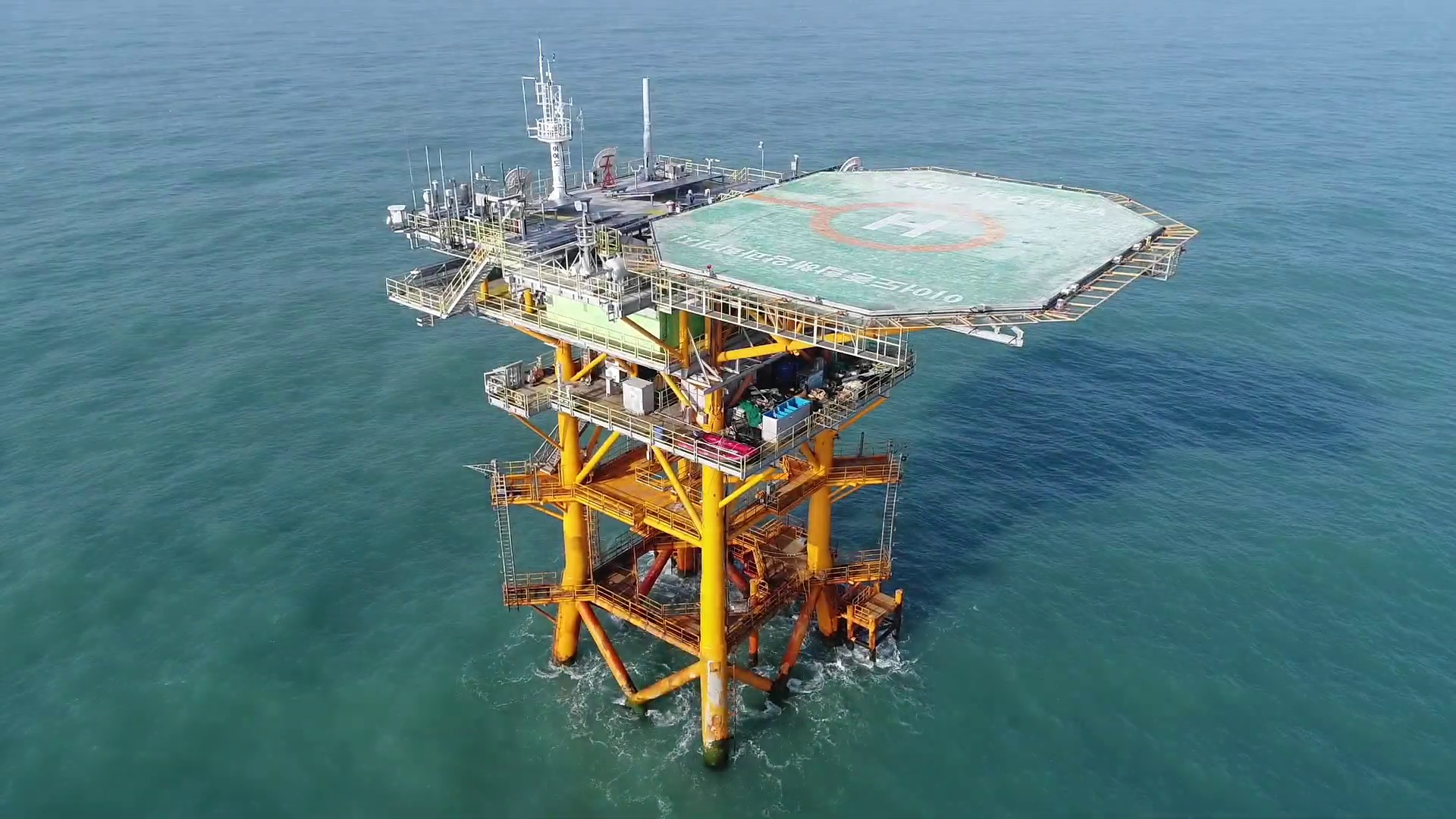
海洋観測ステーション

蘇岩礁（そがんしょう）は、東シナ海にある暗礁。蘇岩礁は中華人民共和国における呼称であり、大韓民国では、離於島（イオド）、波浪島（パランド）と呼称している。英語名はソコトラ岩 (Socotra Rock) である。

## 概説

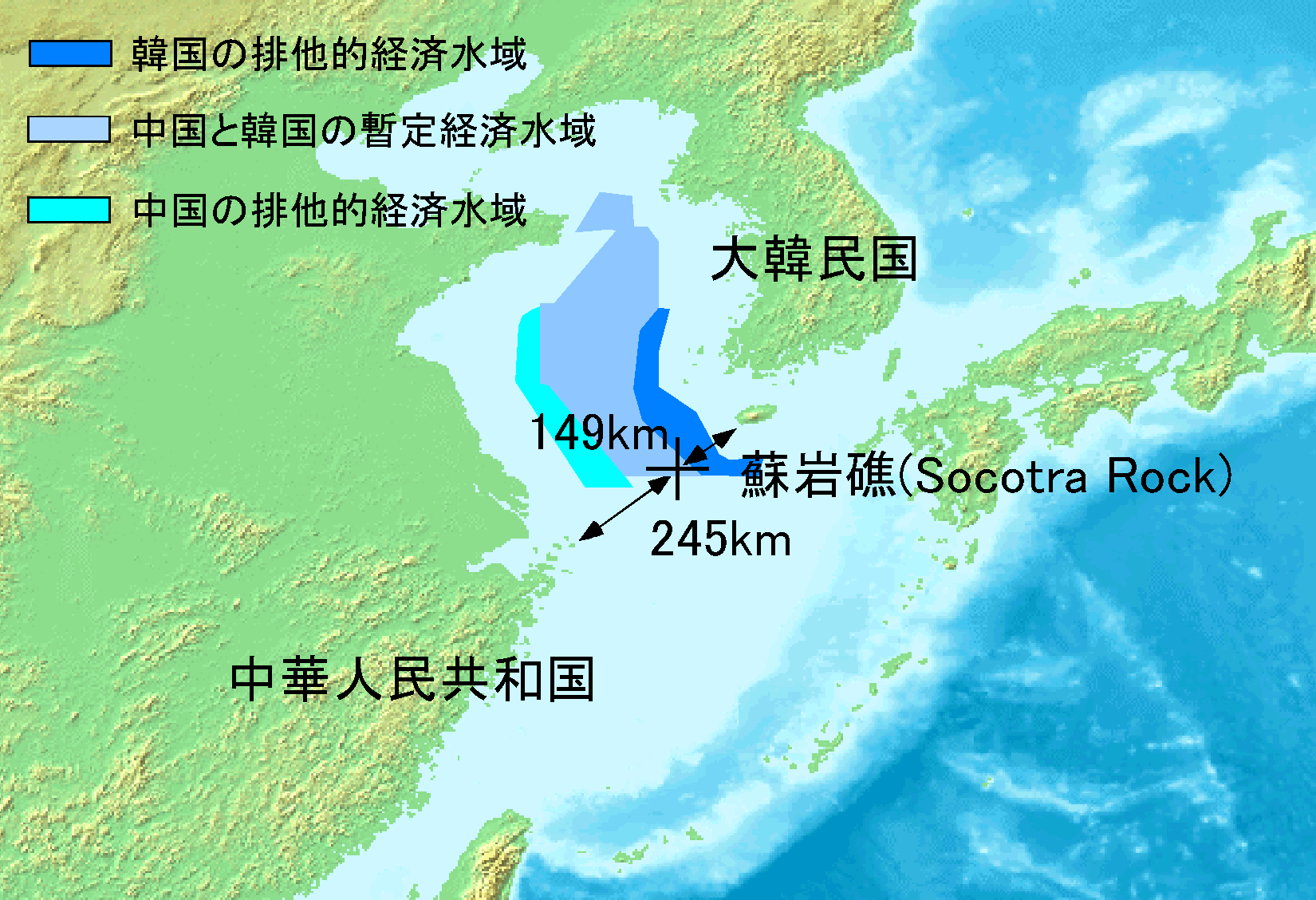
蘇岩礁（ソコトラ岩）と両国の距離

蘇岩礁は東シナ海の黄海寄り、ユーラシア大陸の大陸棚上に存在し、その岩頂が干潮時にも海面下4.6mの海中にある暗礁である。現在韓国と中国が共同管理する暫定経済水域内にあるが、両国は、互いに「自国のEEZ内にある水中暗礁」であると主張している。
韓国が、この暗礁を基礎に海上へ海洋調査施設を建設したため、中国は韓国に対し、一方的な建設を中止するよう抗議している。

## 歴史
中国の古書『山海経』（前475年 - 前221年成立）に「東海之外、大荒之中、有山名曰猗天蘇山」と記載されている。この蘇山とは蘇岩礁のことであるとされる。
近代に入って、この岩礁を初めて確認したのは、1900年の英国船ソコトラ号 (Socotra) である。この岩礁は、中韓間の中間線の韓国側に位置しており、1952年に韓国により李承晩ラインが発表された際には、岩礁は発表した韓国領海内に位置していた。
- 1910年 - イギリス海軍の軍艦 HMS Waterwitch によって、その深度が5.4m以下であることが測量される。
- 1938年 - 日本政府が離於島を測量する。観測施設を設立する計画は、第二次世界大戦の勃発によって中断される。
- 1951年 - 韓国海軍と韓国登山協会が "대한민국 영토 이어도"（大韓民国領土 離於島）と書かれたブロンズの記念碑を設置。
- 1952年 - 韓国政府は李承晩ラインを宣言。離於島を含む海域を自国領海として宣言するも、中華人民共和国・日本を含む周辺各国に承認されず。
- 1963年5月1日 - 中国遠洋運輸公司上海分公司の汽船・躍進号が、青島港を出航して下関港を目指して出航し、航海途中で沈没した。当初、魚雷3発を受けたと報告された。その後の調査では位置から、原因は離於島への座礁であると分かったが、危うく国際問題になるところだった[3]。
- 1970年 - 韓国の水中資源開発法によって、離於島が4番目の水中地域に指定される。中国はこれを認めず。
- 1982年に開催された「第三次国連海洋法会議」において採択された国連海洋法条約の121条1項においては、島の定義は「自然に形成された陸地であって、水に囲まれ、高潮時においても水面上にあるもの」と定義される[4]。
- 1984年 - 済州大学校の調査チームによってその岩の位置が確認される。
- 1987年 - 韓国が灯台を設置。
- 1995年から2001年にかけて、韓国は離於島に離於島海洋調査施設を設置。中国は抗議。中国監視用航空機による偵察が幾度も行われた。
- 2001年1月26日 - 韓国地質学会が波浪島から離於島に正式に命名。

## 論争
この暗礁について、2006年頃韓国外交部は「明らかに韓国の領土」と主張していたが、その後中国側はこの水域に位置する蘇岩礁への韓国の領有権主張や建造物の建設に対し抗議。2006年9月、中国外交部は韓国がこの暗礁を基礎に海上へ海洋調査施設を建設したことについて、「蘇岩礁は（国際法上島ではなく）東シナ海北部の水面下にある暗礁である」「東シナ海北部海域の暗礁地帯であるこの海域をめぐって韓国との間に領土紛争は存在しない」とし、韓国側の一方的な行動は全く法律的効力がないと主張している。
その後、「韓国のEEZ内にある水中暗礁」との主張になり、2013年には韓国外交部は、「領土ではない」とその主張を変更した。韓国側の名称「離於島」について韓国は、「島」という名称は象徴的な意味に過ぎず法的な地位は「暗礁」であるとし、「都市と国土(도시와 국토)」に拠れば、「蘇岩礁（離於島）は国際法上領土と認められないため、領有権を主張したりEEZを設定することはできない」としている。
国連海洋法条約（中国・韓国共に批准している）では海面下の岩礁（暗礁）は領土として認められていないため、基本的には両国の中間線が排他的経済水域 (EEZ) の限界となる。この原則からすれば、蘇岩礁は韓国のEEZ内にあり、韓国の人工的建造物の設置は認められる（但し、その建造物に対しての領海やEEZは設定できない）。しかし、中国は、中国側の大陸棚の延びるこの水域において韓国とEEZの確定をしていないため、現在蘇岩礁は現在中韓両国の暫定的経済水域内となっている。

## 伝説
「離於島」は済州島民の伝説に出てくる幻想の島、彼岸の島として知られている。韓国にはこの暗礁付近にきて漁をし、離於島を見た者は、生きて港に帰ることができないという伝説がある。これは、悪天候で海が荒れるとこの島が波浪の底部分から姿を見せるが、当時の漁船ではそのような海上状況で無事に帰ることができなかったためであろうとしている。金綺泳監督の1977年の映画「異魚島（イオド）」は、この伝説をモチーフにしている。しかし、伝説と離於島を結びつける証拠は見つかっていない。
また済州島付近に「波浪島（パラン島）」という島があると言われ、これを実存の島、または想像の島、干潮のときに少しだけ現れる島という話があり、韓国の学者たちが海軍艦艇で探した上、想像島と断定して帰ったことがあった。なお、「パラン」は朝鮮語の古語である。朝鮮語で「海」の15世紀語は「パラル」であり、済州方言では名詞の語尾に軟口蓋鼻音をつけることが多いことから、「パラル+ŋ」でパランになったとし、神話上の海中理想国と関連させる指摘がある。
その後、1984年に済州大学が離於島を探査し波浪島と命名し、伝説と結び付けられた。
2001年に韓国地質学会がこの暗礁を離於島と命名し波浪島は公式名ではなくなったが、さらに北東4.5km地点に中国が暗礁を発見し丁岩礁と命名すると、韓国政府はそれを波浪礁（パランチョ）と命名した。

## 波浪島について
離於島の韓国側の別名とされている「波浪島」は、元々韓国がサンフランシスコ条約締結以前に「対馬、波浪島、竹島は韓国領土である」とする意見書をアメリカ合衆国に提出。対馬は日本領であることが明らかで、竹島についても韓国が支配した過去はないとしてアメリカ合衆国連邦政府は拒絶。波浪島はそもそも実在しない島で、韓国は米国側に位置を尋ねられ「日本海にある小島」などと返答し、“島の捜索”を始めた。韓国政府は、その後、当初の「日本海にある」との説明を一転させ、東シナ海にある離於島を波浪島と主張するようになった。